# Tiburcio Osácar
Tiburcio Osácar Echalecu (Berriosuso, 14 de abril de 1869 - Ibero, 6 de agosto de 1936) fue un político y editor español de ideología socialista y miembro de la junta del Partido Socialista Obrero Español.

## Biografía
Tiburcio Osácar era un obrero tipógrafo, aunque también tuvo otras ocupaciones, como la venta ambulante. Comenzó su actividad política en Zaragoza, colaborando con El Ideal de Aragón. Durante la década de 1920 estuvo vinculado al Partido Radical, pero después se afilió al PSOE y volvió a Pamplona. En 1928, era presidente de la sociedad de tipógrafos de la Federación Local de Sociedades Obreras de Pamplona.
En Navarra, dirigió varias revistas como El Thun Thun, El aurresku y ¡¡Trabajadores!!, esta última periódico de la Unión General de Trabajadores. Fue también dibujante de tiras cómicas.
Se presentó a elecciones a Cortes en 1931, siendo el menos votado de los candidatos (véase Resultados electorales a las Cortes españolas en Navarra durante la Segunda República).
Casado con Lina Andrés.
Al iniciarse la guerra civil española, fue uno de los dirigentes que se reunió con el gobernador civil de Navarra para preparar la imposible resistencia junto a Ramón Bengaray y Aquiles Cuadra, de Izquierda Republicana; Jesús Monzón, del Partido Comunista; el hermano de este hermano Carmelo y Constantino Salinas, del PSOE; Antonio García Fresca, concejal; Natalio Cayuela, secretario de la Audiencia; Salvador Goñi y Antonio García Larraeche, concejales. Posteriormente se desperdigaron al ver que la resistencia era inútil; Osácar terminó atrapado por los sublevados y fusilado en agosto de 1936.